# Hyphydrus gabonicus
Hyphydrus gabonicus är en skalbaggsart som beskrevs av Régimbart 1895. Hyphydrus gabonicus ingår i släktet Hyphydrus och familjen dykare. Inga underarter finns listade i Catalogue of Life.